# 虐げられた人びと
『虐げられた人びと』（しいたげられたひとびと、ロシア語: Униженные и оскорбленные）は、フョードル・ドストエフスキーの長編小説で、1861年にドストエフスキー自らが主宰する文学雑誌『時代』に創刊号から7回にわたり連載された。同時代の著名な批評家ニコライ・ドブロリューボフは「ドストイェーフスキー氏の長編は今の所本年度の文学の白眉となっている」と、当時の文壇や読者からも好評であったことを伝えている。

## 概要
4部とエピローグからなる。
本作品は、シベリア流刑後に『死の家の記録』と相前後して発表された本格的な長編小説で、『死の家の記録』がシベリア流刑体験を基にしているのに対して、この作品ではドストエフスキーのデビュー作品である『貧しき人びと』執筆直後の自身が下敷きにされている。その意味でこの長編はドストエフスキーの文学的出発点への立ち還りと再出発への強い意志が籠められた作品である。
本作は、二つの悲話が並行して進んでいく。一つは、物語の語り手「私」(イワン・ペトローヴィチ)の妹でもあるナターシャとその家族の悲話、そしてもう一つは少女ネリーとその家族をめぐる悲話である。この二つの悲話にはある共通点がある。それは娘が愛する男のために家族を裏切り破滅の淵にまで追いやるという点である。そして二つの悲話はワルコフスキー公爵という男を結節点にして次第に絡み合い、やがてクライマックスを迎える。
タイトルにある「虐げられた」人びとは、主として販売請負人、工場経営者などのブルジョア階級及び小地主である。それに対して、「虐げる」人ワルコフスキー公爵は大地主の貴族であり、こうしたブルジョア階級や小地主の人びとを踏み台にして社交界をずる賢く生き延びようとする人物である。それはまさに19世紀中頃のロシア上流社会を泳ぎ回っていたであろう金権と好色と出世欲にまみれた醜悪な諸々の「虐げる」人びとの凝縮された姿であるにちがいない。この人物像は後の『罪と罰』のスヴィドリガイロフ、『悪霊』のスタヴローギンへと連なる悪魔的人物の萌芽ともいえる。そして彼らの醜悪さとニヒリズムはロシアにおける封建的社会から市民社会への過渡期の社会状況を映し出すものとなっている。
「虐げられた」人びとはワルコフスキー公爵の狡猾な悪巧みに次第に追い詰められていくが、しかし彼らの気高い自尊と矜持の姿に、読むものは心を打たれる。とりわけ少女ネリーは、イギリスの作家チャールズ・ディケンズの『骨董屋』に登場する少女をモデルにして創作されたものといわれているが、その強靱な意志と純粋なけなげさには感動を禁じ得ない。第4部の橋の上の場面は黒澤明監督『赤ひげ』にも影響を与えたことが知られている。またナターシャも優しく傷つき易いが、その聡明さと芯の強さではワルコフスキー公爵に負けてはいない。
ただ本作に登場する女性は、いずれもナターシャやカーチャも含めてドストエフスキーの後の作品に登場する女性たちに見られるような気性の激しさや小悪魔性というものはまだ見られない。その点で、この作品はドストエフスキーの作品のなかでは、穏健で比較的読みやすい部類に属している。ただし第4部については、ドストエフスキー自ら「ずるずる引きずって印象を弱めてしまった」（1861年7月31日付）と友人ポロンスキーへの手紙でも述べているように、やや冗長でぎくしゃくした所がみられるのは否めない。しかし結果的にはそれが終盤のクライマックスの高揚感へとつながっているともいえる。

## あらすじ

### 第1部
3月22日のこと、イワンは下宿先を探してペテルブルクの街を1日中歩き回ったが適当な所が見つからず、夕方なじみの喫茶店の前に戻ってくると、やせ細った老人が老犬を連れて喫茶店に入るのを目にする。イワンは、自分も喫茶店に入り、彼の様子を見ていた。老人は店に入っても何も注文せず、ただじっと前を見て座っているだけだったが、やがて客とトラブルになり、その騒ぎの間に老人の愛犬アゾルカが息を引き取る。老犬の死に、老人はショックを受けるが、死んだ犬を放置したまま店を出ていってしまう。
イワンは老人を追い掛けた。ほどなく道の片隅でうずくまっている老人を見つけ、声をかける。老人は、不意にイワンにすがりつくように手を伸ばす。その直後老人は倒れ、死んでしまう。最期に「ワシリエフスキー島、6丁目・・」の一言を残して。死んだ老人の名はエレミア・スミスという外国出身のロシア国籍取得者で、自宅は「ワシリエフスキー島6丁目」ではなく、亡くなったすぐ近くのアパートの5階だった。イワンは、その部屋を気に入り、結局そこを借りることにした。
その頃イワンはペテルブルクで、作家への道を歩きはじめていた。彼は幼少期に両親を亡くし、ニコライ・セルゲーイッチ・イフメーネフという地主の家に引き取られ、その家の3歳年下のナターリア・ニコラーエヴナ（ナターシャ）という娘と共に、田舎で実の兄妹同様に育てられたが、17歳の時に大学進学の為に家を離れ、ペテルブルクへ移っていた。養父のニコライ・セルゲーイッチは小地主だったが、ギャンブルで農奴の大半を失ってしまい村の経営からも退いていた。その後、ピョートル・アレクサンドロヴィチ・ワルコフスキーという隣村の若い公爵から人柄を見込まれて、農奴900人の大きな村の管理を依頼され、引き受けることにした。ニコライ・セルゲーイッチのおかげで公爵の領地は繁栄し始めた。
ワルコフスキー公爵は親からは莫大な借金しか引き継がなかったが、彼を救ったのは販売請負人である資産家の娘との結婚であった。妻の持参金で領地を買い戻すことができ、立ち直ることができた。しかし、公爵は結婚1年後に息子アレクセイ（アリョーシャ）が産まれるとまもなく妻を実家に追い返してしまい、結局彼女は7年ほどで亡くなり公爵は男やもめとなった。
公爵がイメーネフ家に現れたのはそれから1年程経った頃で、彼はすでに社交界で頭角を現しはじめていた。公爵のニコライ・セルゲーイッチへの信頼はその後もずっと続き、息子のアリョーシャが19歳になった頃には、公爵は息子の不行跡に手を焼き、彼に罰を与える意味もこめて一時田舎のイフメーネフ家に息子を預けたいと申し出る程だったのである。ニコライ・セルゲーイッチは喜んで引き受けた。
一年ばかり経って、公爵がイフメーネフ家を訪ねると、アリョーシャはこの家に出来るだけ長く居たいと申し出て、公爵を驚かせた。その後まもなく公爵の態度が一変し、イフメーネフ家とは不仲になり、村では、イフメーネフ家の娘ナターシャが公爵の息子アリョーシャを誘惑しているという噂が飛び交い、公爵自ら村に来て真相を突き止めようとしたが、村人達は話に尾ひれをつけ、加えて村の管理にも不正があるなどと公爵に報告し、ニコライ・セルゲーイッチを中傷した。アリョーシャも家に戻され、こうして両者の対立は抜き差しならない段階にまで達し、裁判沙汰になった。結局、イフメーネフ家は村を離れペテルブルクに引っ越してきたのである。
イワンは4年振りにナターシャとも再会する。そこで、あらためて自分がナターシャを愛していることを知る。その頃、彼の小説も出版され、ようやく作家として認められつつあった。ちょっと前までは職業に就いていないイワンに文句を言っていた養父ニコライ・セルゲーイッチも次第に彼を認め始めた。そしてイワンとナターシャは互いに結婚を意識するまでになっていた。しかし、それから1年後には、状況は一変する。ちょうどその5か月程まえからアリョーシャが父親の陰に隠れて再びイフメーネフ家に出入りするようになっていたが、その事が父親のワルコフスキー公爵にも知られるところとなり、公爵はイフメーネフ家への再び容赦の無い中傷工作を繰り返し、とうとう息子の出入りを禁止した。それが2週間前のことだ。
そして久しぶりにナターシャに会ったイワンは、彼女の様子が全く変わってしまったことに驚愕した。ナターシャは、自分はアリョーシャの側にいなくてはならない、だから家を出て彼のところへ行くのだ、という。イワンは、そんなことしたら自分も家族も身を滅ぼすことになる、家に戻れと説得するが、ナターシャは耳を貸さない。そこにアリョーシャが現れ、これから二人で結婚式を挙げ、自分は両家を和解させる積もりでいるから大丈夫だという。しかし、イワンはそれが両家にとってどれほど恐ろしい結果をもらすことになるのが分からないのか、と言い放ち、二人のやりとりを聞いていたナターシャは失神してしまう。意識を取り戻した彼女はイフメーネフ夫妻への手紙をイワンに託して、アリョーシャと共に駆け落ちしてしまったのである。
ナターシャの駆け落ちからすでに半年が経っていたが、イワンは、あの老人エレミア・スミスが亡くなって5日後に、彼が住んでいた部屋に引っ越した。夕方、ふと入り口に人の気配がして振り返えってみると、そこには少女が立っていた。お祖父さんはどうしたのか、と聞く。イワンがお祖父さんは死んでしまった事を告げると、少女は突然躰をわなわな震わせ、しばらくして、アゾルカも一緒に死んだの、と聞き、イワンがそうだと答えると、黙ってその場から消えてしまった。少女の後を追って家を出たが、少女は見つからなかった。
しかし、そこでばったりニコライ・セルゲーイッチに出会う。そのまま、彼とイフメーネフ家に行き、そこでイワンは思わぬ出来事からその虚勢とは裏腹にニコライ・セルゲーイッチも、本心では今でも娘ナターシャを心から愛していることを知る。ナターシャが家を出てしまってから、イフメーネフ夫妻はむしろお互いをいたわり合うようになっていたが、ただ、二人の間ではナターシャの話は避けられていた。夫のニコライ・セルゲーイッチはその強情さと自尊心から妻の前でも、ナターシャに対して許すという姿勢はまったく見せなかった。むしろ代わりに養女を迎えたいとまで言い出す始末であった。他方で公爵との訴訟は、今やニコライ・セルゲーイッチの敗色が濃厚となってきていた。
その頃、ナターシャとアリョーシャの間には、難しい問題が起こっていた。父親のワルコフスキー公爵が息子アリョーシャに莫大な資産を持つ令嬢との縁談を進めようとしていたのである。アリョーシャはナターシャへの思いは変わらなかったが、父親の提案もむげに断れず、縁談相手とも会っていた。アリョーシャはその相手が魅力的な女性であることをナターシャに隠そうともしなかった。ナターシャの心は揺れていた。二人の生活は経済的にも次第に厳しくなり、アリョーシャは借金を重ねるようになってきた。アリョーシャが縁談相手の所へ行って5日も家を空けたため、彼女はつらくてイワンにすぐ家に来て欲しいと頼んだ。ナターシャはイワンにその苦しい心の内をさらけ出し、アリョーシャとの別れを口にする程であった。しかし、ちょうどその時アリョーシャが帰って来たのである。瞬く間にナターシャは幸福感に打ちひしがれ、泣き崩れてしまうのだった。

### 第2部
縁談相手のところから戻って来たアリョーシャは、家を空けていた間に縁談の話は自分一人の力でいい方向に解決しつつあるとナターシャに話した。縁談相手のカーチャにはこの縁談は不可能であり、カーチャの口から直接継母にアリョーシャとは結婚しないと言ってもらうよう頼んだと打ち明けた。ただ、カーチャはその申し出を承諾してくれたが、その時彼女が涙ぐんでいたこと、彼女がアリョーシャを愛し始めていると言ったとも付け加えた。アリョーシャは、これからは君とカーチャと三人で愛し合うことができればいい、とも言った。ナターシャが、そうなればお別れだわ、と言ったこところにワルコフスキー公爵が現れた。
ワルコフスキー公爵は入ってくるなり、先ほどカーチャが伯爵夫人の家で突然ひどく取り乱し、自分はアリョーシャの妻になることはできない、修道院に入る、アリョーシャがナターシャを愛していると告白した、という事実を伝えた。それからナターシャに向かって、自分は確かにこれまでアリョーシャとカーチャの縁談を進めてきたので、貴女と息子のことを知った時にはなんとしても二人を引き離すつもりでいたが、つい1時間前の伯爵夫人のところで起こった出来事で私の考えはまったく変わった。アリョーシャが先ほどとった思いがけない洞察力と決断力に満ちた行動は貴女からの良き影響が現れたもので、息子は貴女なしでは生きていけないようだ。だからどうか私の息子と結婚して、息子を仕合わせにしてあげて欲しい、そして自分がこちらに伺ったのは貴女と友人となりたいからだ、と。
しかし、公爵は帰り際に、明日の水曜日の朝から用事でペテルブルクをあとにするので、今度、こちらに伺えるのは土曜日の夕方になると付け加えた。それからイワンに対して、貴方とも友達になりたい、今度ぜひお宅に伺いたいといって、イワンの住所を聞き出した。公爵とアリョーシャが帰ったあと、ナターシャと話したイワンは、ナターシャも公爵の先ほどの話になにかしら違和感をいだいたように思った。
翌朝、イフメーネフ家へ行こうと家を出ようとしたところで、昨日現れた少女が来た。少女はみすぼらしい身なりをし、痩せて病的な身体をしていたが、全体としてはむしろ美貌であった。少女は、ここでお祖父さんに本を読むことを教わったこと、名前はエレーナであること、などを話した。しかし、お祖父さんのことが好きだったんだね、と聞くと彼女は言下に否定した。しばらくして彼女は慌てたように、帰るといい、イワンは馬車で送ってあげることにした。彼女は馬車に乗ったが、降りたら絶対に後を付けてこないでという。イワンは、彼女があのワシリエフスキー島6丁目で馬車を降りたのを確認したあと、自分もその先で馬車を降り、彼女の後をつけた。
彼女は、2階建てで1階に葬儀屋がある「町人ブブノワの家」という看板の出ている建物の中に入っていった。そこの2階からここの女主人らしい太った女の怒鳴り声が聞こえ、少女が折檻されているのを目撃した。女主人は次第に怒り狂って、少女の髪の毛をつかんで地べたに引き倒した。イワンは、いたたまれず思わず飛び出して、女主人の腕をつかんだ。その瞬間、エレーナは癲癇の発作を起こした。しかたなくイワンは引き下がらなくてはならなくなったが、帰りしなに1階にある葬儀屋のところで、なぜ少女が虐待を受けているのか聞いてみた。すると少女はこの建物の地下室に外国から来た母と二人で暮らしていたが、母は肺病で死に、そのあとあの女主人が養女にするといって少女を引き取ったのだ、という。
建物から出て、うなだれて歩いていると、中学時代の友人マエスボーエフに声を掛けられた。腕白少年だった彼と口を利いたのは6年ぶりだったが、近くの飲み屋に誘われ、仕方なく付き合った。マエスボーエフは、探偵屋のような仕事をしているらしく、上流社会にも、裏社会にも顔が利くようにみえたので、イワンは、思い切ってスミスと孫娘のことを相談してみた。案の定、彼はあの女主人ブブノワについてよく知っているようで、女主人はいかがわしい商売をしている、あいつは少し絞ってやらなければと言った。そればかりか、ワルコフスキーという公爵からの依頼である事件も扱っているという。イワンが彼からワルコフスキーの名を聞いて驚いたが、マエスボーエフは、じゃあ今夜7時に家に来てくれ、ゆっくり公爵の話でもしようと言った。
それから、イワンはイフメーネフ家に行き、妻のアンナ・アンドレーエヴナに、ナターシャの家に公爵が来て、アリョーシャとの結婚を申し込んだことを伝えた。ただ、この話はまだ夫のニコライ・セルゲーイッチにはしないようにと釘をさしておいた。それだけ伝えると、再びナターシャのところに寄った。ナターシャは、やはり公爵の申し出にまだ不安を抱いているようだった。その後、夜7時にマエスボーエフの家を訪ねた。
彼は、アレクサンドラ・セミョーノヴナという女性と同棲していた。彼は、今からマダム・ブブノワのところへ行こう、と言った。マダム・ブブノワの店に行く途中、マエスボーエフは、女主人が孤児を引き取ったという話は聞いていたが、それはいかがわしい目的があってのことに違いないから、もうすでに仲間と相談して手を打っておいた、今夜、あそこに行けばその現場を押さえられるはずだという。マダム・ブブノワの店で、マエスボーエフとイワンが飲んでいると、別の部屋から聞き覚えのある叫び声がした。エレーナの声だった。彼女が真っ青な顔で、部屋に飛び込んできた。それに続いて、やはり酒場でみたことがある太った男が、もう一人の男に髪の毛を引っ張られて、突き出された。どうやらその太った男はエレーナを手込めにしようとしたようだった。そのもう一人の男は、マエスボーエフの仲間で彼が手を打った仕事をきちんとやってのけたのだ。イワンは、エレーナを引き取り、自分の家に連れていった。
次の日、イワンは、エレーナのために医者を呼びに行き、ずっとエレーナに付き添っていた。マエスボーエフが11時に来て、昨日の事件はめでたく解決がついたと知らせてくれた。エレーナをある老夫婦に預けようと思うんだが、とイフメーネフ夫妻のことを話すと、マエスボーエフはイフメーネフ夫妻のことも、ナターシャのことも知っているという。ワルコフスキー公爵に関わる事件についてなにか調べているようだ。マエスボーエフが帰ったあと、薬を飲んでエレーナが眠ったので、イワンは出かけた。まずイフメーネフ家に行き、アンナ・アンドレーエヴナが夫に公爵からの結婚申し込みの件を話してしまったこと、夫がそのあと何も言わず出かけてしまったことを知る。そのあとナターシャのところにも顔を出した。ナターシャは、一人でいて、アリョーシャは朝来てすぐ帰ったと言う。ナターシャは、なにか悩んでいるようだったが、今日は大丈夫だから明日来てくれと言うので家に戻った。
帰ると、エレーナは、うなだれた様子で、ここから出て、ブブノアのところに戻る、と言いだした。戻ったら殺される、とイワンが言うと、どこかで女中にでもなる、と言ってわっと泣き出した。それから、熱に浮かされながら眠りについた。
翌日、10時頃に起きたが、イワンは具合が悪かった。エレーナは起きて、家の中を掃除していた。そんなことをするから服を汚したではないか、と言うと、突然着ていたモスリンの服を引き裂いた。それは、ブブノアに客相手のため着せられていたものだった。イワンは、出版屋に原稿を書く約束で25ルーブリの借金をし、その足で古着屋に行って、服と靴下と部屋を仕切るカーテンを買った。エレーナは、恥ずかしがっていたが、喜んでもいたようだった。エレーナは、これから洗濯も、料理もするという。イワンは、そんなお返しをすることなんか考えなくていい、と言ったら黙ってしまった。
その後ナターシャの所に顔を出した。ナターシャは、かなりナーバスになっていた。折角来たイワンに、今日は帰ってくれという。そのまなざしがあまりに病的な感じがして、イワンもショックを受ける。帰り際に、女中のマーヴラが、アリョーシャが3日も顔を見せないから、ナターシャが近寄るのも怖いほど苛立っているのだという。イワンは、昨日、朝方アリョーシャが来たと言っていたのは嘘だったことを知り、自分にまで嘘をつくほど、ナターシャが追いつめられていたことに衝撃を受ける。
イワンは、そのままアリョーシャのところに飛んでいった。しかし、アリョーシャはいなかった。そこで、イワンは、アリョーシャに置き手紙を書いた。君は、ナターシャを今どんなにつらい目に遭わせているのかわかっているのか、それは未来の妻に対して取る行動として不穏当でかつ軽率であることを悟るべきだ、と。
帰ると、ニコライ・セルゲーイッチが、部屋にいた。彼に、ネリーが亡くなったスミスの孫であることを伝えると、なんなら何か援助してあげてもいいと言ったが、話したいことは別のことだった。彼は、実は公爵に決闘を申し込むからイワンに介添人になってもらいたい、という。イワンがなぜかと問いただすと、娘を破滅の道から救い出すためだ、と言った。娘はあの狡猾な男に欺かれようとしている、結婚話も罠に決まっている、娘は破滅の道に追いつめられているのだ、と。
イワンは、貴方は自分の名誉を守ろうとして、ナターシャに結婚の申し出を断らせようとしているが、それは自分の娘の幸福を犠牲にした、エゴイズムでしかない、と反論した。それに対して、ニコライ・セルゲーイッチはこの結婚によって娘は幸福に絶対になれない、二人の結婚は最悪の結末を迎えることになる、お前がその片棒をかつぐなら神様の前でその責任を問われるだろう、と言った。そこで、イワンは仕方なく、決闘の申し出はとにかく少しの間待ってもらいたいと頼み込み、なんとかニコライ・セルゲーイッチに延期を承諾させた。帰りしなに、ニコライ・セルゲーイッチは何かと金が掛かることが多いから、とりあえず150ルーブリ置いていくから、といって現金を置いていった。さらにエレーナにあげて欲しいと5ルーブリ札も加えて。イワンは老人を門まで送っていった。
翌日、イワンが出かけようとすると、エレーナは昨日来たおじいさんのところへ行くのか、と聞き、あのおじいさんは娘さんに意地悪をしているから悪い人だ、と言った。昨日の話を聞きていたようだ。あのおじいさんのところへ行くくらいならどこかで女中にでもなる、とも。その後、イワンが机の読みかけの本に目を通していると、しばらくして突然両手で抱きついてきて、あなたが大好き自分を可愛がってくれたのはあなただけだ、と言って泣き崩れた。それからヒステリーのような発作を起こしたので、静かになるまでしばらく待つほかはなかった。発作が収まると、エレーナは、自分のことをネリーと呼んでほしい、と言った。お母さんがそう呼んでいたらしい。ママは自分を愛してくれたが、死んだお祖父さんはママを許してくれなかった。ママが家出をして、外国に行って、その間に自分が生まれて、ママはしばらくして駆け落ちした男に捨てられ、貧乏になって1年半くらい前にこの街に戻って来たけど、お祖父さんはママと会おうともしなかった。お祖父さんはとても貧乏だった。エリーはママと乞食をして、なんとか生き延びていたが、しばらくしてお祖父さんがママのところへ駆けつけた時には、ママは肺病で死んでしまったところだった。ちょうど6週間前のこと。ママが死んでから、お祖父さんが呆けてしまい、ネリーは仕方なく乞食をして、お祖父さんに食べ物や飲み物を届けていた、と言う。その日、ネリーは数時間にわたって、これまでの悲惨な生活と思い出を泣きながら話してくれたのである。

### 第3部
ネリーの話を聞き終わった頃、すっかり夜になっていた。イワンは、もう一人の辱められ、見捨てられた人、ナターシャのところへ行かなければならないと、ネリーに告げ、家を出た。その日は約束の土曜日だったのだ。ナターシャの部屋に上がる階段のところで公爵が、よくもナターリア・ニコラーエヴナをこんなひどいところに住まわせておけるものだ、と息子への怒りを口にしているのを耳にした。公爵は部屋に入ると、快活な調子で喋りだした。ナターシャの方は、どこか嘲るような微笑を浮かべていた。アリョーシャは、まだ来ていなかった。そして、ナターシャは公爵に、アリョーシャがあの火曜日の翌日に朝30分ほどいただけで、それ以来一度も顔を見せなかったことを、貴方は本当に知らないのか、と聞いた。公爵は、そんなことは信じられない、アリョーシャが来たら叱ってあげましょう、と言った。ナターシャは、叱って欲しくはない、そんなことをすればアリョーシャが重荷に感ずるだけだ、と突き放す。イワンは、ナターシャの言い方がきつかったので、アリョーシャが来なかったこの3日間で、ナターシャはひどく傷ついているのが分かった。
そこに、アリョーシャが来た。彼は非常に浮き浮きした調子で、饒舌だった。自分はこの4日間で完璧に変わった、ナターシャには会いに来なくてすまないと思っているが、君は事情を知ればきっと許して、僕の味方になってくれるだろうと思う、と。そして、その事情とはカーチャと5, 6時間も話しあって、二人は完全に理解しあえ、思想や人生観も変わって永遠の友情を誓い合った。そして、カーチャの従兄弟や友人たちのサークルの人とも会って、現在の進歩的な改革運動や人類愛について大きな影響を受けた、ナターシャもぜひ彼らと近づきになってほしい、と。公爵が、冷やかしをいれると、アリョーシャは父親のいう社交界の愚劣さを指摘し、その上、父親がその社交界にしがみついて破滅することから解放してあげたいのだ、とも言った。
それを聞いた、公爵は突然ゲラゲラ笑いだした。アリョーシャは、自分を嘲笑する父親に対して、自分は確かに馬鹿なのかも知れないが、少なくともこうした問題に真剣に、誠実に向き合おうとしている、と反論する。公爵は、でもお前はそろそろ妻帯者になろうというのだから、軽薄な少年を卒業すべき時だ、と突き放す。アリョーシャは、そこで父親がナターシャの前でことさら自分を結婚する資格もないような少年にすぎないなどと言ったりするのは、実はこの結婚を冗談程度にしか考えていないからだし、ナターシャに対しても本当は愛もなければ尊敬の念すら持っていないのではないか、この前の火曜日の夜にあなたと話した時にもそう感じたのだ。それが誤解だというなら、その疑惑を解き、僕を元気づけ、ナターシャにもそうしてほしい、と。公爵は、それに反論した。しかしこれでお前が結婚したらナターリア・ニコラーエヴナを破滅させてしまうだろう、お前は、人類愛とか信念とか言っているが、ナターリア・ニコラーエヴナをそれだけ愛しているといいながら、よくもこんなところに住まわせておけるものだ、ナターリア・ニコラーエヴナにこの数日間どれほどつらい思いをさせたのか、まさに地獄の苦しみを与えたのだ、そんなことも分からずに、言葉だけ連ねて私を非難できるのか、と。
それを聞いたナターシャは、アリョーシャを抑え、決心したように公爵に向かって話しだした。貴方は、私のことも、この結婚のことも真剣に考えてなどいないし、私達をからかっているだけなのです。だから本当は喜んでいるのでしょう、だって、アリョーシャは貴方の期待通りのことをやってくれたのですから、と。イワンは、ナターシャの露骨で軽蔑的な口調を聞いて心底驚いた。公爵は、貴女はカチェリーナ・フョードロヴナに嫉妬を抱いて、そのため周りの者みんなを悪者にしているだけなのだ、と興奮して言った。
ナターシャはさらに続けた。貴方は、これまで半年間にわたって私達二人の仲を引き離そうとしてきた、でもアリョーシャは貴方の言うことを聞いてくれない、そこで貴方は、だったらアリョーシャが縁談相手を好きになればなんとかなると考えた。実際、この前縁談相手と会ったあとアリョーシャが5日も私のところに来ないことがあったが、その時いずれ息子は飽きて私を捨てるだろう、と貴方は思った。しかし、その矢先あの火曜日のアリョーシャの思わぬ行動で貴方はいよいよ切羽つまってしまったのだ。そこで、貴方はそれならとアリョーシャを安心させるために、とりあえず言葉の上だけで結婚を許し、時間稼ぎをして、新しく始まったアリョーシャの恋愛に望みを掛けた。まさしくアリョーシャは貴方の思惑通り、結婚することが決まっている私のことはしばらく放っておいても平気だといわんばかりに、縁談相手と会い続け、しばらく話すうちに彼女の心の優しさに惹かれていった。こうなればあとは時間の問題だ、急ぐことはない、最後は私に何かの汚名を着せて、不利な立場に立たせてしまえば、あとは自分のものだ、というわけです。アリョーシャ、私を責めないで、貴方を今でも愛している、でもどうしようもないの、とナターシャは泣き崩れた。アリョーシャも、ナターシャに駆け寄り、泣いた。
公爵は、火曜日に息子がとった行動は貴女への愛を証明しているものではないか、と慰めるような言葉を吐いたが、ナターシャはそれをさえぎり、自分はアリョーシャに捨てられ、葬り去られた不幸な女なのよ、と言った。アリョーシャは、悪いのは僕で、みんな僕のせいなんだ、と言う。ナターシャは、自分を責めては行けない、悪いのは他にいる、あの人達なのよ、と。公爵は、なんの証拠があって私のせいにするのか、それは邪推というものだ、と苛立って言った。ナターシャは、貴方の結婚の申し出は、貴方の息子が心おきなくカーチャに打ち込めるよう彼の良心の呵責を麻痺させようとしたもので、そうでもしなければアリョーシャはいつまでも私のことを気にして貴方の言うことを聞かないと思ったからだ、と言い放った。
証拠があるのかとせまる公爵に対して、証拠というなら、過去の貴方の数々の振る舞い、例えばこのひどい住まいについて貴方はなんと言ったか、息子から小遣いを取り上げておいて、貧乏と飢えで私達の仲を引き裂こうとしたのは貴方なのに、それをアリョーシャのせいにする、そんな貴方はまさに二重人格者だ。そしてあの火曜日の晩の貴方らしくもない信念、あれは一体どのようにして出てきたのか、みんな偽物で、冗談で、人を馬鹿にした喜劇でしかない、私はもう騙されない、と。公爵は、ひどい侮辱だ、貴女は息子を私に反抗させようとしているのだ、と言った。アリョーシャは、すべて自分が悪いのだ、父を責めないでほしい、と懇願するが、ナターシャは、イワンに向かって、お父様はもう私達の敵なのよ、と叫んだ。
公爵は、貴女がどれほど私を侮辱したか、それに気づいてもいないようだ、結婚の承諾を早まってしまった、と言った。ナターシャは、約束を取り消すと言うならそれで結構です、私の方からお申し出をお断りします、ときっぱりと言った。公爵は、そうやって貴方はむしろ息子の気持ちを取り戻そうとするつもりではないかと言い、しかし、もう沢山です、あとは時間が解決してくれるでしょう、もっと穏やかな時期を待ってから、あらためて話し合いましょう、と言った。そしてイワン・ペトローヴィッチに向かって、貴方と親しくなりたいので、近日中に貴方のお宅へお伺いします、と言いイワンが頷くと手を握り、ナターシャに無言で頭を下げ出ていった。
アリョーシャは、ナターシャが言ったことをよく理解できていないようだった。父親を弁護しようと口を開いたが、ナターシャが悲しそうに、非難がましい目でみているのに怖じ気づいて黙ってしまった。ナターシャは、お父様は私たちの平和を永久に壊し、偽りの親切とにせの寛大さで貴方を自分に惹きつけようとした、そう黒猫が私たちの間を通り抜けたのだと言った。それを聞いて、アリョーシャは強く否定し、僕は父の言うことを素直に聞きやしないし、それにカーチャが助けてくれる、カーチャは僕を別れさせようなんて気はないから、と言った。ナターシャは、アリョーシャにいつでも好きな時にカーチャのところに行ってもいいし、好きな人と幸せになりなさい、と突き放すように言った。
その時、女中のマーヴラがお茶を出しましょうか、と言ってきた。実はお茶も、前菜も、ワインも準備してあったのだ。結婚話が整い、祝宴となることに備えて。それを知ってアリョーシャは、ナターシャも父の話をまったく信じていなかったわけではないと思い、あらためて悪いのは僕だったのだから僕がなんとか収拾をつける、だからこれから父の所へ行って来ると言う。ナターシャは引き留めもせず自分から行くようにすすめた。アリョーシャは、僕の全てを信じてほしい、僕も君の全てを信じるから、そして、固く抱き合い、決してナターシャを捨てないと誓って、家を出た。
ナターシャは、なにもかもお仕舞い、もう駄目だ、アリョーシャは自分を愛しているが、カーチャも愛している、もう少しすると自分よりもカーチャを愛するようになる、と言った。それからイワンに向かって、もう貴方だけが頼り、公爵は貴方と交際したがっているから、公爵と近づきになって、伯爵夫人とも会ってそれからカーチャのこともよく観察して知らせて欲しい、と頼んだ。家に帰ると夜中の12時を回っていた。ネリーが寝ぼけ眼で起きてきて、誰かが来て置き手紙を置いていったという。マエスボーエフからのものだった。明日の12時過ぎに自宅に来て欲しい、と書いてあった。
マエスボーエフは、ネリーにお菓子を手土産に持ってきて、2時間ほどもいたという。ママやブブノア、それとお祖父さんのことも話したらしい。ネリーは詳しい話しはしてくれなかった。一人でいる間にネリーはイワンの小説を読み始めた、と言った。小説のなかの娘とお爺さんはこれからどうなってしまうのか、と聞いた。二人は別れて、娘は地主のところに嫁にいくというと、ネリーは不意に泣き出して、イワンにしがみつき、しばらくすると笑い出した。イワンは、しばらくしてネリーを残して、またイフメーネフ家へ向かった。
アンナ・アンドレーエヴナに、昨日ナターシャのところで、起きたことを話した。彼女は、結婚話が壊れるかもしれないという話しを聞いてもさして驚かなかった。あんな恥知らずな男に期待する方が間違っている、夫も大反対だと言っている、という。やがてニコライ・セルゲーイッチが出てきて1時間ばかり話しこんだが、帰り際に、ネリーを本気で養女にしようと考えているので、いずれあらためて話しをしたいと言った。
約束の12時にマエスボーエフの家に着いた。驚いたことに、玄関には外套を来てまさに帰ろうとしている公爵の姿があった。公爵は、イワンに会えてよかった、貴方の所にも伺おうとしていた矢先だった、という。貴方の力を借りて昨日の件を解決したいと思っているので、2, 3日中に必ず伺う、と言い出ていった。マエスボーエフに話を聞こうとしたが、今は用事があって話ができないから、今夜7時にもう一度ここに来てくれと言った。
それからイワンはナターシャのところに行った。アリョーシャも来ていてよく喋っていたが、肝心な父親とのことは避けていた。ナターシャは、アリョーシャが帰りたくてしょうがないようだったので、どうぞカーチャのところへ行きなさい、私もカーチャとお付き合いしたいと言った。アリョーシャは、これからすぐ行って彼女に話をして、2時間もしないうちに向こうの返事をもって戻ってくるから、と言って出て行った。そのあとでナターシャは泣き崩れた。確かに、アリョーシャは後悔と感謝の気持ちから、以前にもましてナターシャを愛していたかも知れないが、カーチャへの新しい愛がしっかりと育っていることも疑いないことだった。ナターシャを慰めるため、2時間あまり話をした。そこで、イワンはカーチャとも付き合ってみようと約束した。3時頃に家に戻った。ネリーは元気にしていた。
きっかり夜7時に、マエスボーエフの家に着いた。いくつものテーブルには、豪勢な飲み物とご馳走が用意され、マエスボーエフも、アレクサンドラ・セミョーノヴナもめいっぱい着飾っていた。彼女は、1年ぶりの客をもてなすのを楽しみにしていたようだが、イワンは、今日はどうしても用があるから、8時半には帰らなければならない、来週金曜日にでもあらためて伺うといったが、アレクサンドラ・セミョーノヴナは今にも泣き出しそうな様子だった。イワンは、マエスボーエフからネリーに何を話したのかを聞き出そうとした。マエスボーエフは、話をはぐらかしたが、ブブノアについては、ネリーを養女にする手続きなどしていないからなんの問題もないこと、母親の名前はザリツマンということを教えてくれた。
それから、公爵についてもいろいろ聞き出せた。イワンは、話しを引き出すために、アリョーシャとナターシャの件とイフメーネフ家の訴訟の件についてマエスボーエフに詳しく説明した。それを聞いてマエスボーエフは、公爵には気をつけろ、と言った。あいつはペテン師で、悪党だから罠にかからないようにしなくちゃ駄目だ、という。そして、公爵がかつて、ある工場経営者を騙してうまく金を巻き上げようとしたが、その経営者は証文を持っていたので、公爵はその経営者の娘をうまく誘惑して、結婚するという誓約書まで書いてそそのかし、父親の証文を持って家を出るよう仕向けた。そして娘を連れてパリに出た。証文が手に入れば、あとは娘は用なしだ、そこでさんざん虐めて、その頃パリまで来ていた彼女の昔の恋人をわざと家に招き入れ、ある夜おそく二人が話しているところに入ってきて、不倫の現場を見つけたと言いがかりをつけてとうとう二人を追い出した。そのあとで彼女は、子どもを産んだ。公爵は、ロンドンに逃げてしまった。彼女は、その後元恋人と子どもをつれてスイス、イタリアを旅していたが、やがて元恋人が死んでしまった。公爵は、万事うまく行ったと思ったが、たった一つ問題が残った。結婚の誓約書だ。彼女は、公爵と別れるときにもこの誓約書はいつまで自分が持っている、貴方と結婚したいからではなく貴方がこれを怖がっているから、と彼女は言っていたらしい。イワンは、また金曜日に来るからと約束して、9時前には引き上げた。
家に帰り、玄関のところでネリーが飛び出して来て叫び声を上げていた。家の中にあの人がいる、あの人が帰るまで家には入らない、とネリーは怯えていた。イワンが部屋に入ると公爵が自分の小説を読んでいた。公爵は、伯爵夫人が会いたがっているので伺った、ぜひこれから来てくれという。ネリーには、鍵をかけて誰も部屋には入れさせないことを約束させて、イワンは出かけることにした。公爵は階段を下りながら、あの娘が、さっき自分の顔をじっとにらんでいたかと思うと、いきなり叫び声を上げながらしがみついて来て、震えながら何かを言おうとしていたが、何も言えなかった、と言った。公爵の馬車で伯爵夫人の家に向かった。
馬車の中で、公爵は訴訟で勝った1万ルーブリを放棄して、イフメーネフに譲ろうと考えているが、どう思うかと尋ねた。イワンは、貴方はそのお金は自分のものと思っているのかと聞いた。公爵はもちろん訴訟に勝ったのだから、自分のものだと思っている、と答えた。そして、アリョーシャとナターシャについての噂や、イフメーネフが金を横領したことについては、単なる噂にすぎず自分はそれをやみくもに信じてしまったが、ただイフメーネフにも不注意で軽率なところがあり、その経営手腕にも問題があったと今でも思っているし、だからあの金は私のものである、と。イワンは、貴方がそう思っている限りはイフメーネフが金を受け取ることはないだろう、解決したいのなら、自分の訴訟が間違っていたと認めるしかないと思う、と言った。公爵はそれに答えず、もし何も言わず黙って手渡したらイフメーネフ爺さんは突き返してくるだろうか、と聞いた。その金は父親にとっては娘の身代金だし、ナターシャにとってはアリョーシャの身代金みたいなものだから受け取るはずはない、と言った。公爵は、貴方は私のことをそんな風に思っているのか、と言って笑った。イワンは公爵がどうして笑ったのか戸惑った。いずれにしろこの問題はナターシャの未来がどうなるかにも関わってくるので、貴方とはもっと話さなければならない、と公爵は言った。話しているうちに、伯爵夫人の家に着いた。
伯爵夫人は若々しく、イワンは好印象をもった。明るく、多少軽率な感じがしたが、それにも増してとても善良で享楽への強い渇望を抱いているように見えた。そして公爵の強い影響を受けていた。公爵とは関係を結んでいることはイワンも知っていたが、二人を結びつけているものは、カーチャへの思惑であり、公爵の方にも何か伯爵夫人に対する弱みがあるらしい。イワンは、その後カーチャに紹介された。はじめに会った時の彼女の印象は、特別に美人と言うわけではなく、若く、綺麗な普通のお嬢さんという感じだった。
会うなり、こんな時にナターシャを一人にしておいても怒ったりしないというのは本当なのだろうかと彼女は言い、アリョーシャに向かって早くあちらに行きなさいと言った。アリョーシャは、今すぐ行くと言いながら、父が訴訟で取り戻した金をイフメーネフ家に返そうという話は知っているか、とイワンに聞いた。イワンは、お父さんから聞いた、と答えると、アリョーシャは、父は立派だと思う、でもカーチャはそれを信じてくれないようだからカーチャによく話して欲しい、と言う。そして自分はナターシャをとても愛しているけど、ナターシャはやきもち焼きで、その愛には多くのエゴイズムが含まれている、僕のために何かを犠牲にするつもりはないんだ、と言った。
それを聞いてカーチャは、アリョーシャが父親から言われて、受け売りでそう言っているに違いない、と責めた。アリョーシャは、父からナターシャはお前を非常に愛しているが、それはエゴイズムになりかねないほどの激しい愛だから、これからお前は辛い思いをするだろうと言われたと打ち明けた。カーチャは、それに対して痛烈な批判をした。父親は見せかけの善人ぶりを発揮して、アリョーシャを欺き、二人の間に亀裂を入れ、それによって巧妙にアリョーシャをナターシャから引き離そうとしているのだ、貴方のナターシャに対する仕打ちはどのような愛があっても許されるものではない、貴方こそ本当のエゴイストだ、と。
アリョーシャは、何も言えなくなり、うなだれてしまった。カーチャには、すでに確固とした信念と原則、そして善や正義に対する生まれながらの情熱といったものが備わっているとイワンは感じた。また感受性が強く、燃えやすい傾向があったが、その一方でどこまでも真理をとことん追求しようとする一途さと誠実さがあった。それは、一種独特の魅力と高潔な美しさをカーチャの顔にも与えていて、話を聞いているうちにイワンはカーチャがだんだん美しく見えてくるのに気がついた。そしてアリョーシャは、すでに精神的にカーチャに支配されていた。そのうえカーチャは若く、まだ子どもの面も持っているので、アリョーシャにとっては親しみやすくそのためますます彼女に惹かれていくのである。アリョーシャは、自分は恥知らずなことをしてしまった。自分はナターシャやカーチャと付き合う価値のない男だと言い、これからナターシャのところへ行くと言って出ていった。
そのあと、イワンはカーチャとしばらく話し込んだ。カーチャが、公爵のことをどう思うかと聞いたので、悪人だと思う、と答えると、彼女も同意見だという。そして、アリョーシャはナターシャと一緒になって幸せになれると思うか、と聞いた。イワンは、不釣り合いだから無理だろう、と答える。彼女は、自分は今ナターシャの恋敵のようになっているけど、どうしたらいいのか、本当に困っている。アリョーシャのナターシャへの愛は冷めていて、自分をますます愛しているようだ、ナターシャの立場を考えると、恐ろしい、と言う。しかし、よくよく考えてみると、ナターシャとアリョーシャの二人は似合いではないような気がする。二人は一緒になっても幸せになれないのだとしたら、やっぱり二人は別れるべきでないか。そして私はナターシャに直接会って二人で問題を解決したい。彼女がアリョーシャを誰よりも愛しているならアリョーシャの幸福を自分の幸福よりも先に考えてほしい、と彼女には言うつもりだ、と。イワンが、ナターシャの気持ちを考えると、と言いかけると、カーチャも辛くなって泣き出した。
それから、とにかく二人で直接会って話してみるしかない、ナターシャも会いたがっているし、いずれ時が解決してくれるので心配ない、とイワンは言った。そのあと、イワンは、夏に伯爵夫人と公爵はシンビールスカヤ県に行くそうだがカーチャもアリョーシャも行くのかと問うと、たぶん行くという。これから、どうなるか分からないけど、イワンにはすべて知らせるつもりだといい、親友になって欲しいと言った。12時近くになって、公爵が来てそろそろおいとましようと迎えにきた。イワンは、3時間にわたるカーチャとの話で、一つ重要なことに気づいた。それはカーチャが、まだ全くの子どもで男女関係の秘密についてはまったく何も分かっていないということである。
馬車に乗り込むと、公爵にこれから一緒に夜食でもと誘われ、イワンは公爵が腹を割って話したいのだな、と考えて、誘いに乗ることにした。レストランに着いて、酒を飲みながら話し始めると、公爵は、ナターシャのことを実に可愛い娘だ、私は彼女を尊敬もしているし、愛しているくらいだ、と歯の浮くような言葉で誉めた。そのあとでイワンに向かって、貴方はなぜ脇役を演じて満足しているのか、アリョーシャは貴方のいいなづけを横取りした男ではないか、と言い、さらに、イワンに結婚を勧め、例えばの話だがと前置きしながら、ナターシャのような女性を持参金付きで勧められたらどう思いますか、と聞いてきた。イワンは、公爵が、自分をからかい、もてあそんでいるに違いないと、怒りに震えた。しかし、そこで席を立つわけにはいかなかった。
公爵は、イワンが席を立たないとみると、さらに言葉を続け、実はアリョーシャとナターシャの子供じみた上品さに嫌気がさしていて、そういうものに赤んべえをしてやりたいのだ、と言った。イワンが、貴方はまるで道化役者のようだ、と言うと、これは酒の上での気晴らしだと言い、自分には俗悪な無邪気さや牧歌趣味に対する憎しみがある、そういうものにはじめは調子を合わせるふりをしておいて、いきなりその仮面を脱ぎ捨て、相手の度肝を抜いて、その不意打ちの瞬間にしてやったりとほくそ笑んでやるのだ、と言った。酒の勢いで、饒舌になってきていた。公爵は、その昔亭主もちの羊飼いの女を口説いて、その亭主を痛い目にあわせて追い出そうと鞭でたたいたら死んでしまった。でも、あのお人好しのイフメーネフはこの亭主と私とのいきさつを知ってはいたが、私に惚れ込んでいたので、噂などは信じないと言って、私を最後まで庇ってくれた。しかし、今度は自分にお鉢が回ってきたというわけさ、と言って笑った。
それから彼は露骨に、好色な自分の一面をさらけ出した。自分は、かつてある夫人と付き合っていたことがあるが、その女性は20代後半のまさに一級の美人で、社交界では大変な影響力があって、恐ろしい道徳観の持ち主で若い女性たちを震え上がらせていたが、自分は実はこの女性の秘密の情夫だった、と。しかも、彼女は、平然と世間を欺き、社交界で自分が口にしていた高尚な美徳を自ら際限なく踏みにじって、極限まで淫蕩を究めようとするまさに肉慾の衣をつけた悪魔のような女性だった。1年ほどで彼女が他の男に乗り換えたが、今思い出しても胸がしめつけられる、と言った。イワンはうんざりした気分で聞いていたが、公爵は、まあこんな話しはみんな下らないことだ、貴方は理想とか、美徳に恋いこがれているようだが、すべての人間の美徳の根っこにはとても深いエゴイズムが潜んでいて、美徳が深まれば深まるほどに、そのエゴイズムも大きくなっていくのだ、それを知っているから、結局、自分自身を愛せよ、これこそ私が認める唯一つの原則である、と。イワンは立ち上がったが、公爵は、まだ話し続けた。
自分はかつてある娘に真剣に惚れ、その娘は私のために多くを犠牲にしてくれた、と言った。その時イワンが、貴方が一文無しにした娘のことか、と聞いた。公爵は、一瞬戸惑い、探るような目つきでイワンを見つめたあと、また喋りだした。確かに、私はあの時、娘からあなたのお陰で一文無しになったと言われた時には、思わず立ちすくんだが、あの金は実際彼女が私にくれたものなんですよ、確かにそんな金は私にくれてやる、と言ったんですから。でも、もしも私がお金を返したら、彼女は却って不幸になったかもしれません。なぜって、この種の不幸には、自分を侮辱した相手を卑劣漢と呼んでいいんだという一種の陶酔があるのですから、と。彼女はそのあと極貧の状態におかれたようだけど、反面彼女は幸福だったと思う、だから自分はお金を送るようなことはしなかった、人間の寛大さが声高に叫ばれれば叫ばれるほど、そこに含まれている醜悪なエゴイズムも増大するのだから。
それから開き直ったように、結論を言おう、私は金が必要なのだ、カーチャが持っている300万ルーブリの財産は私にとっても役に立つのだ、だから二人を早く結婚させたい、2, 3週間後に伯爵夫人はカーチャと一緒に田舎に出かけ、アリョーシャも二人のお供をすることになっている、だからナターシャには、無駄な反抗はやめてもらいたいと言って欲しい、そうしないと彼女は非常に不利な立場に立たされることになる、貴方にはあの娘さんに対する説得力を遺憾なく発揮して厄介な事態から彼女を救ってあげて欲しいのだ、と公爵は言った。イワンは我慢して聞いていたが、最後に、貴方の打ち明け話と率直な話しぶりは、私に対する憎しみや蔑みを表明するためで、しかも貴方は私を人間扱いしていないからあんな話ができたのだ、と興奮しながら言った。公爵は、図星、さすがは文学者だ、と言った。店を出たのは午前2時を過ぎていた。

### 第4部
ところで、今自分は病院で誰からも見放され、孤独の中でこの物語を書いている、とイワンは告白する。ここからはこれまでのように順序だてて話を進めることはできない、なぜなら当時は些末なこととして忘れていたことが、今になって記憶によみがえって来て、別の意味を持ってそれまで理解できなかったことを説明してくれたりするのだから、と。
公爵の話を聞いて、明け方に帰って来た日、ネリーはイワンをずっと待っていたらしくドアを開けると発作を起こして倒れた。2週間経って、ネリーはようやく回復に向かったが、寝床を離れたのは4月も末である。
医者からは、ネリーには心臓に機能障害があるからいずれ近いうちに死ぬだろう、と言われていた。ネリーははじめ老医師が勧める薬を呑むのも拒んでいたが、そのうちに二人の間には奇妙な共感が生まれた。逆にイワンに対してはますます気難しくなった。特にナターシャの話になると、ネリーは口をつぐみ、話題を変えようとするのだった。ネリーが寝込んでいる間、マエスボーエフの妻であるアレクサンドラ・セミョーノヴナがしばしば看病に来てくれていた。それはマエスボーエフのさしがねだったようだ。ネリーは彼女のことが気に入り、姉妹のように親しくなった。
アレクサンドラ・セミョーノヴナにネリーを預けて、夜ナターシャのところへ出かけ夜中過ぎに帰って来た次の日の夕方、ネリーがナターシャを愛しているのね、と聞く。愛しているよ、と言うと、ネリーは私もよ、と答え、そしてナターシャの家の女中になると言う。それは無理だ、と言うと、だってナターシャが今愛している人は、どこかへ行ってナターシャは捨てられるんでしょ、と言った。イワンは、誰から聞いたのかと問いただすと、昨日アレクサンドラ・セミョーノヴナのご主人が来て話してくれたという。その話は君となんの関係があるんだ、と聞くと、貴方はナターシャを愛しているから、彼女がその男の人に捨てられたら貴方は結婚するんでしょ、だから私は貴方とナターシャの女中になるの、と言った。イワンはそれを聞いて空恐ろしい気分になった。
ネリーはそれきり口を利かなかった。翌日もネリーは不機嫌で、口数も少なかった。それ以来ネリーのイワンに対する奇妙で気まぐれで、どこか憎しみをふくんだ振る舞いは、ずっと続いた。その一方でネリーと老医師との蜜月は続いた。やがて春になり、暖かい日も続いた。医師も身体はもうほとんど回復したと言っていた。その日、イワンは午前中外出し、午後にネリーを散歩に連れ出そうと思っていたが、家に帰るとネリーはいなくて置き手紙があった。「家を出ます。もう二度と帰りません。でもあなたを愛しています。あなたに忠実なネリー」イワンは、叫び声を上げ、家を飛び出した。
家を出て、街路へ駆け出そうとしたところで、馬車が門の前に停まり、ネリーの手を引いてアレクサンドラ・セミョーノヴナが降りてくるのが見えた。ネリーはイワンが帰る2時間前に家を出て、老医師のところへ行き、何でもするからここに自分を置いて欲しい、と泣きながらすがりついて頼み込んだようだ。老医師は、それは不可能だ、とはっきり断ったため、次にネリーが向かったのが、マエスボーエフの所だった。ここでも、ネリーは家のことならなんでもするから置いて欲しい、と泣いて懇願した。マエスボーエフはただちにイワンのところに連れ戻せ、と言った。どうしてあの部屋には住みたくないのか、とアレクサンドラ・セミョーノヴナが聞いたところ、ネリーは私がイワンに意地悪をしてしまうからだ、としか答えないという。
イワンとアレクサンドラ・セミョーノヴナがネリーを部屋に戻したところに、イフメーネフ老人が入って来た。アレクサンドラ・セミョーノヴナは用事があるからと言って帰った。イフメーネフは、やはりネリーを養女にする件で来たのだ。ネリーは老人のことを嫌っていて、自分の娘を許さない意地悪な人のところになんか絶対に行かない、それなら乞食をした方がずっとましだ、と泣きじゃくりながら言い、やがて興奮してテーブルにあった茶碗を床に投げつけた。ネリーの言葉に老人は傷つき、諦めたようにそそくさと家を出た。帰りしな、あの子がここから逃げ出さないように気をつけた方がいい、と言った。
その言葉通り、部屋に戻るとまたネリーの姿が消えていた。イワンは、とりあえずマエスボーエフ、老医師、ブブノアの家にもいったが、どこにも見当たらなかった。夕方遅くなって、帰途についたが、ふと見ると橋の上にネリーの姿があった。ネリーはどうやら乞食をしているようだった。運命に翻弄され、虐げられた人間が、運命を呪いながら、わざと苦痛を楽しむような自虐的な行為をする。イワンは、その姿を見て涙が止まらなかった。しばらくするとネリーは橋から離れて、1軒の荒物屋に入っていって茶碗を1つ買って店から出てきた。そこで、イワンが声を掛けるとネリーはびっくりしてイワンを見上げ、持っていた茶碗を落とした。茶碗は割れた。イワンは、黙ってネリーを家に連れ帰った。ネリーは、自分がわがままで意地悪なことをした、と素直に認めたので、二人は仲直りした。そこにアレクサンドラ・セミョーノヴナが来てくれた。彼女にネリーを頼んで、ナターシャのところに行った。ネリーのことを話したら、それはネリーが貴方に恋しているからだ、ネリーが自分のことを嫉妬するのもそのせいだ、と言った。家に帰ると、アレクサンドラ・セミョーノヴナが、ネリーはこの前の晩と同じように泣きながら寝入ってしまった、と言った。
イワンは、公爵とのレストランでの一件以来、ナターシャのことが心配でならなかったが、間近に迫っている別離に対してナターシャにその心づもりをさせなければならないと、考えていた。ナターシャが、すでに何かの計画を練っているように見えたが、別れを覚悟しているのは明らかに思われた。その日、イワンは伯爵夫人の家でのカーチャの様子について話した。それから、アリョーシャが伯爵夫人とカーチャを伴って夏に田舎へ行くという件を話そうとすると、ナターシャはその話しはもうアリョーシャから聞いて知っている、と言った。アリョーシャはナターシャのところにも短時間ではあるが、頻繁に来ていたようだ。
イワンの家にも毎日のように来ていた。ちょうどナターシャに田舎行きの件を話したその日に、アリョーシャはイワンのところに来て、自分では分からないから、僕がカーチャとナターシャのどっちをより強く愛しているか、決めて欲しい、と言った。イワンは、カーチャだろう、と答えた。するとアリョーシャは、違う、違う、僕は絶対にナターシャを捨てたりしない、カーチャも同じ意見だと言い、出ていった。その2時間後に再び現れ、ナターシャの所に行って誤解は解けた。ナターシャにひざまずいて、僕ははっきり言った。カーチャの方を君よりも愛している、と。そして、カーチャのことをどれだけ愛しているとしても、僕は君なしでは生きていけないから、結局僕はナターシャと結婚することに決めたのだ。結婚式は田舎から帰ってきてからのことになるけど、ナターシャと結婚してカーチャのところに遊びに行くんだ、と。
イワンは、アリョーシャの無邪気なエゴイストぶりにあきれかえった。そしてそれが分かっていて彼を慰め、話を聞いてあげているナターシャを哀れに思った。ナターシャはすでに、アリョーシャが田舎に行ったあとには自分のもとに戻って来ないことを確信しているようだった。アリョーシャの田舎行きの日が近づいて来るにつれてナターシャはとてもナーバスになっていたが、アリョーシャの前で涙をみせることはなかった。いよいよ出発の2日前、イワンはアリョーシャから万一の用意にと150ルーブリを預かっていること、それからカーチャが次の日の昼の12時にナターシャに会いに来ると知らせてきたことを伝えた。
その頃、イワンはイフメーネフ家のことでも奔走していた。ネリーのことについて老夫人にあらためて話をしたら、彼女はネリーを引き取るように自分から夫を説得してくれると約束してくれた。しかしイフメーネフ老人は訴訟のことで、頭がいっぱいで話す機会もなく3, 4日が過ぎてしまい、そのあとで大変なことが起こった。イフメーネフは、その朝訴訟で世話になったある役人に会ったところ、公爵がイフメーネフカ村は自分のものとしておくが、ある種の事情により老人には1万ルーブリの慰謝料を支払うつもりだと言った、という話を聞いたらしい。そのままイワンのところに飛んで来て、公爵の家に行って決闘の申し込みを伝えて欲しい、と言った。イワンは驚いて、老人を説得し始めたが老人があまりに腹を立ててしまったので、気分が悪くなり、水を飲みに行き、戻ってみると老人の姿はなかった。それからまる3日間老人は家に帰らなかった。
3日目に事情がはっきりした。老人はイワンのところからまっすぐ公爵の家に行き、公爵が不在だったので、置き手紙を書いたらしい。手紙には、役人から公爵の言った話を聞いたが、それは自分にとって死にまさる侮辱であり、貴方は下劣な人間であるから決闘を申し込む、もしその決闘を拒むならば天下に恥をさらすことになるだろう、と。その翌日、公爵から手紙が届き、それには訴訟に敗れた者が、その復讐に決闘を申し込む権利があるなどということはとうてい認められない、また天下に恥をさらすなどあり得ない話だ、そればかりかこの手紙を警察に届け、しかるべき措置をとってもらうことになる、と。老人は、怒り狂ってまた公爵のところへ行ったが、公爵は不在だった。従僕から公爵はN伯爵のところにいると聞き、伯爵家に駆けつけ、門番に断られたので、彼は門番をステッキで殴った、という。老人は捕らえられ、警察に引き出された。伯爵は、公爵の口から老人が例のナターシャの父親だと聞くと、却って憐れみを誘ったようで伯爵の力添えで老人は、3日後に釈放されることになった。
老人は家に戻ってきて、アンナ・アンドレーエヴナの前で、娘を永遠に呪って、父親としての祝福も撤回する、と宣言した。ネリーを引き取りたいと言ってイワンのところに来たのはその翌日のことだった。それは受難週の金曜日、つまり受難日で、アリョーシャとカーチャが旅立つ前日、つまりカーチャとナターシャが初めて会う日だったのである。二人の出会いにイワンも立ち会ったが、それはまさに老人が家に来る直前であり、ネリーが最初の家出をする前のことだったのである。
アリョーシャは、約束の1時間前に来て待っていたが、カーチャが来る頃には二人とも泣いていた。カーチャは約束の時間に来たが、部屋に入り、ナターシャに会うと、アリョーシャを席からはずさせて、ナターシャと二人で話したいと言った。イワンには、側で聞いていて欲しい、と。カーチャは、単刀直入に、ナターシャがアリョーシャを愛しているなら、彼の幸せを望んでいるはずね、と言い、自分も彼を幸せにできるかどうか分からないけど、とにかく二人で決められるものなら、と言いかけ、ナターシャが、それはもう決まっている、貴女も分かっているはずでしょ、と言った。それからカーチャが、貴女は彼のどういうところを特に愛しているのか、と聞いた。ナターシャは、理由なんかないただ愛しているだけだ、と言った。カーチャも、自分も同じよ、なんだか可哀相で、と言った。二人は、泣き出し、カーチャはこれから友達になりましょう、と言った。ナターシャが、6月に結婚式を挙げるという話をアリョーシャから聞いているか、と聞くと。カーチャは、聞いたけどそれは彼のただの気休めに過ぎないのでは、と言った。ナターシャは、もちろんそうよ、と答えた。カーチャは、もうじき彼と結婚することになる、貴女には手紙を書くわ、と言うと、ナターシャがお幸せに、と答えた。
その時アリョーシャが入って来て、泣きながら、ナターシャがいなければ僕は死んでしまう、と叫ぶ。ナターシャは、伯爵夫人はモスクワで一週間ほど滞在してから田舎に行くらしいから、モスクワまで送って行ってから、一旦またここに戻って来て、モスクワを発つ時にまた一緒に行けばいい、そしたらまた4日間は一緒に居られるでしょ、とアリョーシャに言うと、カーチャもそれならいいわね、と言い、アリョーシャは飛び上がらんばかりに喜んだ。カーチャが別れ際、ナターシャに私のことを悪く思わないで、と言いい、アリョーシャに送ってもらって帰った。イワンがナターシャに大丈夫かと聞くと、私は大丈夫、また夜の9時頃来て欲しいと言ったので、イワンは家に戻った。
その日はネリーが茶碗を壊した日だったが、イワンは、ネリーをアレクサンドラ・セミョーノヴナに預けて、また9時にナターシャのとことろに戻った。彼女は、なにもかも終わった、私達の恋も半年の命だった、とぽつりと言った。そして、自分のアリョーシャへの愛は対等なものではなく、母のような気持ちから来たもので、彼を本当に幸せにしてあげたいという思いは誰よりも強かったけど、それは彼が性格的にも知性の面でも弱くてなんとかしてあげなくちゃ、と思っていたからだ、と言った。それからカーチャって素敵な人、あの人なら彼を幸せにできる、二人が幸せになってくれることを願っている、と言ったあと、突然泣き出し、それから30分以上、泣き続けた。イワンは、ナターシャが寝入るまで付き添った。
翌日も、朝9時に来て、ナターシャとアリョーシャとの別れに立ち会った。アリョーシャは、しきりにナターシャに赦しを求めたあと、涙で声をつまらせながら、6月に式を挙げるし、明後日にはモスクワから帰って来られる、と自分に言い聞かすように言う。11時にアリョーシャはようやく駅に向かった。12時にモスクワ行きの汽車が出るのだった。アリョーシャは、家を出たところでイワンに貴方だけが頼りです、ナターシャをよろしくお願いします、と言った。アリョーシャを見送って、部屋に戻ると、ナターシャの様子が変だった。ナターシャはイワンに向かって、貴方の顔なんか見たくない、帰って、貴方はアリョーシャを憎んでいたんだ、と突然半狂乱でわめきだした。イワンは、部屋の外で彼女の興奮が収まるのを待った。1時間半ほどしてようやくナターシャが少し落ちついた。部屋を飛び出してきて、イワンを見つけ、貴方を追い出すなんて自分はなんてひどいことをしたのか、とイワンの名を呼び、彼の身体に身を投げ出し、気絶した。イワンは、老医師のところへ行き、30分ほどで運良く老医師をナターシャのところに連れてくることができた。
実は、その間にナターシャのところでは、大変なことが起こっていた。イワンが出かけた後、15分位で公爵が訪ねて来たのである。ナターシャの話によると、公爵は、ナターシャに対して、今回のことはとても気の毒なことをした、そこで少しでも貴方のお役に立ちたいと、言い、貴方はあの傲慢な父親のもとには帰れないだろうから、自分としては貴方が独立して生活出来るように援助をしたい、と言った。そして、N伯爵を紹介しようと申し出たのである。ナターシャは、放っておいて下さい、構わないで欲しい、と何度も言ったが、さらに、ポケットから包みを出し、同情の印としてこの1万ルーブリを受け取ってくれ、と言った。ナターシャは、汚らわしい、そのお金を持って出ていって、と叫んだ。すると彼は、態度を豹変させ、折角パトロンを紹介してあげようというのに、そんなにお高く止まるものじゃない、私はあんたを刑務所に送ることだってできたんだ、でもそんなことはしなかったんだから、あんたは私に感謝しなくてはいけないのだ、と言って下卑た笑い声をあげた。戻って来たイワンは、公爵の笑い声とナターシャの叫び声が聞こえたので、ドアを開けるなり、公爵に唾を吐きかけ、その頬に殴りかかった。公爵は、とっさにテーブルの包みを掴むと、逃げ出した。ナターシャは、まるで重病人のように倒れてしまった。
イワンはそのあと老医師に、2, 3時間ナターシャに付き添って欲しいと頼み、家に戻った。イワンはネリーを説得して、彼女をイフメーネフ家に連れて行き、イフメーネフ老人の前で、お母さんのことや、お祖父さんのこと、そしてネリーの悲惨な過去について、あらいざらい話してもらおうと考えたのである。イワンの頼みを聞いて、ネリーは、承諾してくれたが、なにか非難めいたまなざしをイワンに投げかけるのだった。イワンは、ネリーを連れてイフメーネフ家に向かった。
イワンは、なにがなんでもイフメーネフ老人から赦しと和解の気持ちを導き出さなくては、と思い詰めていた。夫婦はネリーを見て驚いた。イワンは、ネリーをどうかこの家に引き取ってあげて下さい、と明るく言った。老人は、ナターシャの状況もすっかり知っているようだったが、イワンを探るような目つきで見ていた。妻のアンナ・アンドレーエヴナは、ネリーに駆け寄り、涙を流しながらネリーの手を握った。アンナ・アンドレーエヴナがいろいろネリーに訪ね始めた。老人は頭が痛いと言いながら、不機嫌に座っていた。アンナ・アンドレーエヴナの問いかけに答えるように、ネリーは次第にママやお祖父さんのことを喋り始めた。
お祖父さんはお金持ちで、ママも何不自由なく暮らしていたけど、ママが外国に一緒に行った人がお祖父さんのお金を全部とってしまって返さなかったからお祖父さんも貧乏になってしまったこと、ママが病気で外国から戻って来てから、お祖父さんのところに頼ろうとしたけど、お祖父さんは赦してくれなかったこと、などを聞かれるままに話した。ペテルブルクに戻って来てから、道でアゾルカが突然ママに飛びついてきたことがあった、とネリーが言った。老人がアゾルカを追いかけて来たので、ママはその人の足下にひざまずいたけど、その人はママを突き飛ばしてどこかに行ってしまった、と。その人がお祖父さんだとネリーはママから初めて知らされた。でも、そのあとに、パン屋で偶然にお祖父さんと再会し、ネリーにキャンデーと5コペイカくれたこと、そして1週間後にまたお祖父さんの姿を見たので、後をつけてお祖父さんの住んでいるアパートを見つけたこと、そこでママもお祖父さんの所に行こうとしたけど身体の具合が悪く、お祖父さんに手紙を書くからお祖父さんに渡して欲しい、と言ったので、その次の日お祖父さんのアパートに行き、部屋のドアを開け、テーブルに手紙を置いたけど、お祖父さんは手紙も見ず、ネリーを部屋から引っ張り出して、手紙を投げ返したこと、などをネリーは一気に喋った。
少女は、興奮していた。イフメーネフ老人が、それからお祖父さんには会わなかったのか、と聞いた。3週間はお祖父さんに会わなかったけど、また前と同じところでお祖父さんに会って、それからお祖父さんがキャンデーや食べ物を買ってくれるようになったし、勉強も教えてくれるようになった、でも、ママのことをお祖父さんはぜんぜん聞かなかった、ママはお祖父さんのところに行った話を嬉しそうに聞いていた、だから、ママはお祖父さんのことをいつも私に聞くのに、どうしてお祖父さんはママのことを聞かないのか、って聞いたら、お祖父さんは怒って、私を部屋の外に出して、もう二度とここに来るな、って言った。次の日お祖父さんは引っ越した。それから3日間お祖父さんに会わなかった。ママは、その間にとても具合が悪くなった。それで私は、お祖父さんからお金を貰ってくると言って、お祖父さんのところに行った。お祖父さんは引っ越していたけど、新しい部屋を探して、部屋を訪ねた。部屋へ入るとお祖父さんは怒って私を部屋に入れてくれなくて、私はドアのところで待っていたけど、そのうち部屋から出てきて鍵をしめてアゾルカを連れてどこかに行ってしまった。私はお祖父さんが帰るのをずっと待っていた。
しばらくしてお祖父さんが帰ってきて、私がまだドアのところにいるのに気づくと、驚いてしばらく私を見た後部屋に入り、銅貨を握りしめて戻ってきて、私にそれを投げてよこした。全部5コペイカ貨ばかり70コペイカあった。家に戻って、ママにそれを話した。でも、私はあんまり腹が立ったので、お祖父さんの家の近くの橋のところに立って、乞食をした。見知らぬ男に人に、銀貨で1ルーブリ（100コペイカ）下さい、と声を掛けると、その男の人は、誰かを紹介してくれて私が住所を言うと、それを書き留めて1ルーブリ札をくれた。それから、近くのお店で銅貨に交換して貰い、30コペイカはとっておいて、70コペイカを手に持ったままお祖父さんのところに行き、ドアを開けてお祖父さんめがけて投げつけてやった。ママを呪っているなら、そんなお金いらないわって叫んで。
それからはお祖父さんのところにも行かず、おもらいをして歩いた。それを聞いたブブノアが、娘に乞食をさせるくらいならうちに寄越しなさい、と言った。でもママは、頑として受付けなかった。ママは、それからお祖父さんのところへ行くと言って私を連れて外に出たけど、倒れてしまって、でもその時ママは私に、どんなに貧乏してもあんな人達のところへは絶対行っちゃだめ、働いてもいいし、乞食をしてもいいけど、あそこはだめよって言って、気絶しちゃったの。ネリーの話を聞いていたイメーネフ老人が、突然、気が狂っていたんだ、と口をはさんだ。ネリーは、ママの言いつけは一生守るの、と言った。ママは、それから3週間後に死んだ。アンナ・アンドレーエヴナが、お祖父さんはとうとう赦さなかったの、と聞いた。赦さなかった、とネリーは言った。死ぬ1週間前に、ママがもう一度お祖父さんのところに行ってママを赦して欲しいと頼んでみて、というから私が行ってお祖父さんに、そう言うとお祖父さんは私を突き飛ばしてドアをぴしゃりと閉めてしまった。死ぬ前に、もう一度お祖父さんのところに行って、ママはもうすぐ死んでしまう、と叫ぶとお祖父さんはステッキを持って、私に着いて走り出した。でもお祖父さんが家に着いたときにはママはもう死んでいた。私お祖父さんに向かって、人でなし、意地悪ってどなってやった。お祖父さんは床に倒れ込んだ。
アンナ・アンドレーエヴナは、ネリーを抱き寄せ、私があなたのママになるわ、そうよ人でなしや意地悪な人は放っておいて、さあネリー行きましょう、と言った。ニコライ・セルゲーイッチがどこへ行くんだ、と言った。ナターシャのところよ、とアンナ・アンドレーエヴナが言うと、ニコライ・セルゲーイッチも、帽子を手に取って、妻の前に立っていた。アンナ・アンドレーエヴナは、夫がナターシャを赦す気になってくれたと喜んだ。ニコライ・セルゲーイッチは、ナターシャはどこにいる、わしのナターシャを返してくれ、と叫んだ。だが、老人がドアまで行き着かないうちに、ナターシャが熱に浮かされたような目をして駆け込んできた。そして、老人の前に跪いて、両手を差し出した。老人はナターシャを抱きしめ、彼女が戻って来てくれたことに心の底から喜び神に感謝した。しかし、ふと気づくとネリーの姿が見えなかった。ネリーは寝室のドアの陰に立って、私のママはどこなのと叫び、激しい発作に襲われて倒れた。

### エピローグ
6月中旬、イワンはようやく長編を書き終えた。開放感に満たされた気持ちで、彼は、3日ぶりにワシリエフスキー島13丁目に住むイフメーネフ家に向かった。ニコライ・セルゲーイッチは出かけていたが、アンナ・アンドレーエヴナが迎えてくれた。ネリーは寝ていた。イワンは庭に出てナターシャと話をした。アリョーシャから来た3通目の手紙を彼女はイワンに見せた。それは、ナターシャへ永遠の別れを告げる手紙だった。アリョーシャは、ナターシャに詫び、自分は罪人だと言い、そして自分の運命と気の弱さを呪っていた。手紙には、カーチャからの手紙も同封されていた。彼女は、アリョーシャが本当にナターシャとの間がうまくいかないことを嘆き悲しみ、絶望していること、でも自分は彼の側についてあげて彼をきっと幸せにするつもりだ、と伝えていた。
イワンは、手紙を戻した。二人は言葉を交わさなかった。ナターシャは、この家に戻って来てから3週間も寝ついていて、ようやく立ち直ったばかりだった。それでも、彼女は今ではイワンの作品の熱心な読者であり、批評家であり、そしてなによりもイワンを愛してさえいることを彼も気づいていた。しかし、父親のニコライ・セルゲーイッチの勤め口が決まり、近々遠方に引っ越さなければならないため、別れが迫っていることを彼女も悩み、苦しんでいた。しかし、二人は互いの気持ちを口に出すことはしなかった。彼女は父親のことを誰よりも愛していたのである。
しばらくしてニコライ・セルゲーイッチが戻ってきた。引っ越しは、2週間後になった、という。それを聞いてナターシャは、父親を安心させるかのように彼を抱きしめた。そのあとニコライ・セルゲーイッチはイワンには、お前と別れるのはつらい、と言った。イワンは、自分がナターシャを愛しているのを知っているから、ニコライ・セルゲーイッチはけっして一緒に行こうとは言ってくれないのだな、と思った。ところで、ネリーはというと彼女は今やこの家のアイドルになっていたのだ。この家には、マエスボーエフやあの老医師もしばしば顔を見せていた。ネリーの体調は、前よりも悪くなりほとんど寝たきりの状態だったが、夕食の時にはネリーを安楽椅子に座らせてテラスでみんなでテーブルを囲んだ。その晩は、ネリーは特に体が弱って、神経も疲れているようだったが、永いこと昔の外国暮らしの思い出話をした。みんなは緊張しながらネリーの話を聞いていた。やがてネリーは具合が悪くなり寝室に戻され、失神した。しばらくして発作がおさまると、ネリーはイワンに話があると言い、二人きりになると、ネリーは、自分はみんなと一緒には行かない、当分はあなたのところにいるつもり、と言った。イワンは、それは無理だと説き伏せようとしたが、ネリーは、ここに残ってお祖父さんの面倒を見なければならない、と言った。イワンがお祖父さんは死んだんだよ、と言ったが、ネリーは、もしお祖父さんが生きていないとしても自分は行かない、あなたとは別れたくない、と言った。
その日、結局イワンは、イフメーネフ家に泊まって行くことになった。マエスボーエフは帰ってから、すぐ戻って来てイワンのところに来て話しはじめた。マエスボーエフは、ネリーはたぶん公爵の実の娘に違いない、と言った。そして、公爵とネリーの母親のこれまでのいきさつを語り出した。公爵は13年前にネリーの母親をパリで捨ててからずっと彼女の動静に目を光らせてきたが、ちょっと前から彼女がこのペテルブルクに戻ってきているのではないかというわけで、実はその調査を俺は公爵から依頼されていたのだ、と。
そしていろいろ調べて分かったことだが、公爵はこの前死んだあのスミスの娘と正式に結婚していて、ネリーはその二人の間に産まれた娘で、しかもネリーは自分が公爵の嫡出の娘だっていうことも知っているはずだ、と彼は言った。イワンが、ネリーが公爵の娘だなんてことはあり得ない話だ、もしそうだとしたら母親が黙ってあんなみじめな暮らしをさせているわけがない、と反駁した。マエスボーエフは、確かにそうだが、ネリーの母親は公爵に裏切られ侮辱されたことで、公爵との関係をすべて絶ち、父親の財産であった金も放り出してどぶに捨て、自分を裏切った人間を泥棒とみなして、生涯その男を軽蔑し、精神的に優位に立とうとしたのだ、と言った。
マエスボーエフは、今の話は確かだけど確証はない、でも、公爵はこの話がスキャンダルとして表に出ることは恐れている、なぜならもうすぐ彼は15歳の大金持ちの将軍の娘と結婚しようとしているのだからな、と言った。それから、マエスボーエフは、実はこの前、公爵に一杯くわされて悔しくてたまらない、と言った。つまり、公爵が旅行に出る前に、あいつから2千ルーブリ突きつけられて、依頼した仕事はこれですべて完了したことにしようと提案され、思わずそれを呑んでしまったというわけなのだ。イワンは、マエスボーエフを責めた。マエスボーエフも、自分は確かにひどいことをしたと謝ったが、しかしこれで終わらせるつもりはない、今度はネリーから聞き出して、かならず公爵に一泡吹かせてやるつもりでいる、と言った。
マエスボーエフはそれだけ話してから帰ったが、その翌朝からネリーは寝室から出られなくなり、2週間後に死んだ。その2週間の間、ネリーの意識は混濁して、夢うつつの状態が続いたが、ある日、イワンと二人きりの時、ネリーは、私が死んだらナターシャと結婚して、と言った。イワンは黙って笑顔で答えた。亡くなる3日前、ネリーは寝室の日よけを上げさせ、イワンと二人だけにして欲しいと言い、私はもうすぐ死ぬ、形見にこれをあなたに残していく、と言って胸に掛けていたお守り袋を指した。これはママが死ぬときに残してくれたもの、その中に手紙が入っている、そしてそれを読んだらあの人のところに行って、私があの人を赦さなかったことを伝えて欲しい、と。ママもあの人を呪ってやる、と言って死んでいったから、私もママのために呪う、と。
ニコライ・セルゲーイッチは、ネリーが亡くなるとは信じられず、最後まで枕元に付き添い、部屋を沢山の花で飾ってあげたりした。しかし、彼の願いもむなしくネリーは亡くなった。葬式が済むとニコライ・セルゲーイッチは、病の床についてしまった。ネリーが亡くなった日、イワンは彼女の胸からはずされたお守り袋を開け、中に入っている手紙を読んだ。それには、公爵にむけた呪いの言葉が書き付けられ、自分は絶対に貴方を赦さない、しかしネリーにはせめてなにかしてあげて欲しい、この子はあなたの実の娘なのです、私が死んだらこの手紙を貴方に渡すようにと娘には言いつけてあるし、この手紙の内容も娘には読んで聞かせてある、と書かれてあった。しかし、ネリーはこの母親の遺言を果たさなかったのである。
ネリーの葬式が終わって、イワンとナターシャは庭へ出た。イフメーネフ家の旅立ちは1週間後に迫っていた。ナターシャは言う。何もかもが夢だったのね、この1年の間に起こったことすべて。どうして私は、貴方の幸せを壊してしまったのかしら、と。でも、ナターシャのまなざしは、私たち二人が一緒になったら、永遠の幸福が訪れるかもしれない、と語っているようにイワンには思えた。

## 登場人物
イワン・ペトローヴィチ(愛称　ワーニャ)
　物語の語り手。新進作家。イフメーネフ家の養子。
アレクセイ・ペトローヴィチ(愛称　アリョーシャ)
　ワルコフスキー公爵の息子。ナターリアと駆け落ちするが、その後カチェリーナのもとへ。
ナターリア・ニコラーエヴナ(愛称　ナターシャ)
　イフメーネフ夫妻の娘。アレクセイと駆け落ちするが、その後別れて実家に戻る。
ニコライ・セルゲーイッチ・イフメーネフ
　農場経営者（小地主）。ナターリアの父親。
アンナ・アンドレーエヴナ
　イフメーネフの妻。
ピョートル・アレクサンドロヴィチ・ワルコフスキー公爵
　アレクセイの父親。強欲で狡猾な人物。
ジナイーダ・フョードロヴナ
　伯爵夫人。カチェリーナの継母。
カチェリーナ・フョードロヴナ（愛称　カーチャ）
　伯爵夫人の継娘。アレクセイと結婚することになる。
エレミア・スミス老人
　ザリツマンの父親。エレノアの祖父。愛犬アゾルカが死んだ後、喫茶店から帰宅途中に死亡する。
エレノア（愛称　ネリー）
　エレミア・スミス老人の孫。
ザリツマン（ネリーの母）
　ネリーが生まれる前にワルコフスキー公爵に金を騙し取られる。
マスロボーエフ（フィリップ・フィリップイッチ）
　ワーニャの中学時代の友人。
アレクサンドラ・セミョーノヴナ
　マスロボーエフの同棲相手。
アンナ・トリフォーノヴナ
　孤児だったネリーを引き取って養育するが、虐待もしていた。

## 主な日本語訳
- 『虐げられた人びと』 小笠原豊樹訳、新潮文庫、初版1973年、改版2005年。ISBN 4102010203　
  - 『ドストエフスキー全集4　虐げられた人びと』 新潮社 - 別版（文庫版で電子書籍も刊）
- 『ドストエフスキー全集3　虐げられた人々』 小沼文彦訳、筑摩書房
- 『ドストエーフスキイ全集3　虐げられし人々』 米川正夫訳、河出書房新社